# 邁爾季歐雲區

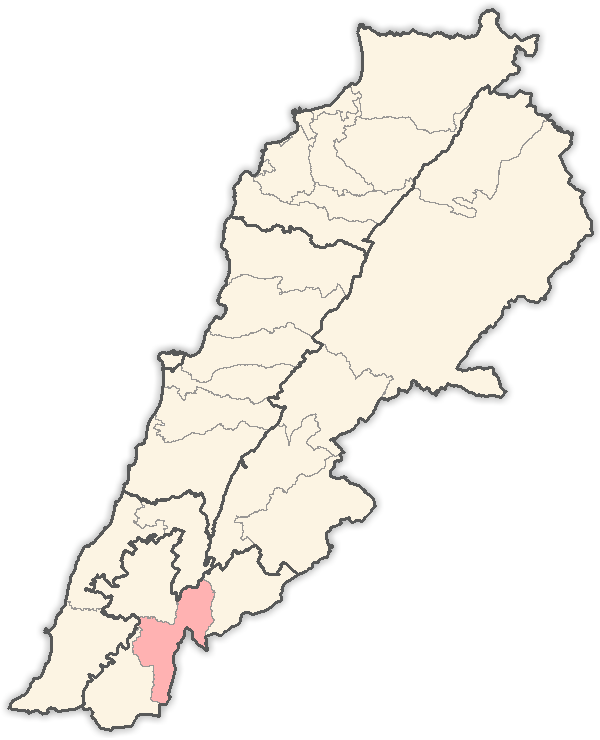

33°21′40″N 35°35′32″E / 33.3611°N 35.5921°E
邁爾季歐雲區（阿拉伯语：‎）是黎巴嫩奈拜提耶省的區份，位於該國東南部，首府設於邁爾季歐雲，面積265平方公里，2008年人口41,000，人口密度每平方公里155人。